# Strømmen Idrettsforening 2012
Questa voce raccoglie le informazioni riguardanti lo Strømmen Idrettsforening nelle competizioni ufficiali della stagione 2012.

## Stagione
Lo Strømmen chiuse il campionato all'11º posto in classifica, conquistando così la salvezza. L'avventura nella Coppa di Norvegia 2012 terminò al secondo turno, con l'eliminazione per mano del Raufoss. I calciatori più utilizzati in stagione furono Simen Møller e Kristoffer Tokstad, con 31 presenze ciascuno. Tokstad fu anche il miglior marcatore, con 9 reti.

## Maglie e sponsor
Lo sponsor tecnico per la stagione 2012 fu Adidas, mentre lo sponsor ufficiale fu Strømmen Sparebank. La divisa casalinga era composta da una maglietta grigia con inserti e strisce rosse, pantaloncini e calzettoni rossi. Quella da trasferta era invece costituita da un completo totalmente rosso.
| Casa | Trasferta |

## Rosa
| N. |                     | Ruolo | Calciatore          |
| -- | ------------------- | ----- | ------------------- |
| 1  | Giamaica (bandiera) | P     | Duwayne Kerr        |
| 2  | Norvegia (bandiera) | D     | Erik Torud          |
| 3  | Namibia (bandiera)  | D     | Miguel Hamutenya    |
| 4  | Norvegia (bandiera) | D     | Marius Høibråten    |
| 4  | Norvegia (bandiera) | D     | Frode Bjørnevik     |
| 5  | Norvegia (bandiera) | C     | Steinar Strømnes    |
| 6  | Norvegia (bandiera) | D     | Fredrik Nilsen      |
| 7  | Norvegia (bandiera) | D     | Kristoffer Tokstad  |
| 8  | Norvegia (bandiera) | D     | Tom Nordheim        |
| 9  | Norvegia (bandiera) | A     | Kim André Brandtzæg |
| 9  | Norvegia (bandiera) | A     | Colin Nkee          |
| 10 | Norvegia (bandiera) | A     | Armin Sistek        |

| N. |                         | Ruolo | Calciatore          |
| -- | ----------------------- | ----- | ------------------- |
| 11 | Norvegia (bandiera)     | A     | Espen Olsen         |
| 12 | Norvegia (bandiera)     | P     | Jonas Hemmingbye    |
| 13 | Norvegia (bandiera)     | D     | Espen Næss Lund     |
| 14 | Norvegia (bandiera)     | C     | Gøran van den Burgt |
| 15 | Burkina Faso (bandiera) | D     | François Yabré      |
| 16 | Norvegia (bandiera)     | C     | Robin Daly          |
| 20 | Norvegia (bandiera)     | A     | Wilhelm Adra        |
| 22 | Norvegia (bandiera)     | D     | Lars-Erik Figved    |
| 23 | Norvegia (bandiera)     | D     | Marius Amundsen     |
| 25 | Norvegia (bandiera)     | P     | Martin Jørgensen    |
| 88 | Norvegia (bandiera)     | C     | Stian Rasch         |
| 99 | Norvegia (bandiera)     | A     | Simen Møller        |

## Calciomercato

### Sessione invernale(dal 01/01 al 31/03)
| Acquisti | Acquisti           | Acquisti     | Acquisti   |
| R.       | Nome               | da           | Modalità   |
| -------- | ------------------ | ------------ | ---------- |
| D        | Marius Amundsen    | Lillestrøm   | definitivo |
| D        | Kristoffer Tokstad | Lillestrøm   | definitivo |
| C        | Stian Rasch        | Asker        | definitivo |
| C        | Steinar Strømnes   | svincolato   |            |
| A        | Simen Møller       | svincolato   |            |
| A        | Colin Nkee         | Strømsgodset | prestito   |
| A        | Armin Sistek       | Asker        | definitivo |

| Cessioni | Cessioni               | Cessioni        | Cessioni   |
| R.       | Nome                   | a               | Modalità   |
| -------- | ---------------------- | --------------- | ---------- |
| P        | Erik Walcott           |                 | svincolato |
| D        | Nikolai Djupesland     | Skeid           | definitivo |
| D        | Emilio Garcia          |                 | svincolato |
| D        | Tom Kristoffersen      | Ullensaker/Kisa | definitivo |
| D        | Henrik Nordnes         | Ullensaker/Kisa | definitivo |
| D        | Olivier N'Siabamfumu   |                 | svincolato |
| C        | Dani                   |                 | svincolato |
| C        | Sezan Ismailovski      | Grorud          | definitivo |
| C        | Christer Jensen        |                 | svincolato |
| C        | Jonas Rygg             | Lyn             | definitivo |
| C        | Timothy Strøm-Pedersen |                 | svincolato |
| A        | Nikolai Hagen          | KFUM Oslo       | definitivo |
| A        | Andreas Moen           | Kongsvinger     | definitivo |
| A        | Abdurahim Laajab       |                 | svincolato |
| A        | Johan Nås              |                 | svincolato |

### Sessione estiva(dal 01/08 al 31/08)
| Acquisti | Acquisti            | Acquisti    | Acquisti   |
| R.       | Nome                | da          | Modalità   |
| -------- | ------------------- | ----------- | ---------- |
| D        | Miguel Hamutenya    | St. Andrews | definitivo |
| D        | Marius Høibråten    | Lillestrøm  | prestito   |
| D        | Espen Næss Lund     | Sogndal     | prestito   |
| A        | Kim André Brandtzæg | Byåsen      | definitivo |

| Cessioni | Cessioni        | Cessioni     | Cessioni      |
| R.       | Nome            | a            | Modalità      |
| -------- | --------------- | ------------ | ------------- |
| D        | Frode Bjørnevik |              | ritiro        |
| A        | Colin Nkee      | Strømsgodset | fine prestito |

## Risultati

### 1. divisjon

#### Girone di andata
| Arbitro: | Toppe |

|                             |           |           |
| Helle 31’, 47’ Midtsian 41’ | Marcatori | 5’ Sistek |

| Arbitro: | Gjermshus |

|                        |           |                     |
| Nkee 4’, 13’ Rasch 37’ | Marcatori | 53’ Sandal 63’ Lala |

| Arbitro: | Hansen |

|                                    |           |                                      |
| Nedrebø 25’ Lehne Olsen 78’ (rig.) | Marcatori | 19’ Sistek 82’ Tokstad 90’ Bjørnevik |

| Arbitro: | Gya |

|                   |           |         |
| van den Burgt 63’ | Marcatori | 6’ Torp |

| Arbitro: | Hansen |

|                                                 |           |            |
| Asante 33’ (rig.) Mathisen 37’ Vilhjálmsson 62’ | Marcatori | 74’ Sistek |

| Arbitro: | Borgersen (Oslo) |

|  |           |                      |
|  | Marcatori | 49’ Solberg 90’ Hoås |

| Arbitro: | Gya |

|                   |           |  |
| Møller 20’ (rig.) | Marcatori |  |

| Arbitro: | Hansen |

|                |           |  |
| Nynes 26’, 33’ | Marcatori |  |

| Arbitro: | Eskås |

|                        |           |                 |
| Tokstad 23’ Møller 59’ | Marcatori | 12’ Reginiussen |

| Bodø 3 giugno 2012, ore 18:00 10ª giornata | Bodø/Glimt | 0 – 0 referto | Strømmen | Aspmyra Stadion (2.303 spett.)\| Arbitro: \| Toppe \| |
| Arbitro:                                   | Toppe      |               |          |                                                       |

| Arbitro: | Ahlsen |

|                            |           |                           |
| Møller 11’ Nkee 89’ (rig.) | Marcatori | 22’, 31’ (rig.) Kirkevold |

| Arbitro: | Gya |

|                       |           |                                    |
| Dujilo 39’ Ertsås 62’ | Marcatori | 37’, 73’ Tokstad 62’ van den Burgt |

| Arbitro: | Steen |

|            |           |                                  |
| Sistek 73’ | Marcatori | 27’ (rig.) Sandbu 61’ Pellegrino |

| Arbitro: | Tennøy |

|              |           |            |
| Andresen 45’ | Marcatori | 45’ Sistek |

| Arbitro: | Gjermshus |

|                                                                 |           |  |
| Sistek 8’ Bjørnevik 33’ (rig.) Møller 53’ Olsen 89’ Tokstad 90’ | Marcatori |  |

#### Girone di ritorno
| Arbitro: | Hansen |

|             |           |             |
| Tokstad 86’ | Marcatori | 31’ Khalili |

| Arbitro: | Øvrebø (Oslo) |

|                                     |           |  |
| Wiig 1’, 19’ Solberg 23’ Breive 70’ | Marcatori |  |

| Sandvika 19 agosto 2012, ore 18:00 18ª giornata | Bærum            | 0 – 0 referto | Strømmen | Sandvika Stadion (208 spett.)\| Arbitro: \| Borgersen (Oslo) \| |
| Arbitro:                                        | Borgersen (Oslo) |               |          |                                                                 |

| Arbitro: | Gya |

|           |           |                         |
| Olsen 49’ | Marcatori | 15’ Asante 80’ Mathisen |

| Arbitro: | Lundby |

|                                         |           |  |
| Talberg 58’ Yndestad 67’ H. Lysvoll 72’ | Marcatori |  |

| Arbitro: | Johansen (Brevik) |

|  |           |                                          |
|  | Marcatori | 47’ Hansen 57’, 76’ Gundersen 71’ Jensen |

| Arbitro: | Lundby |

|                                      |           |                   |
| Helland 3’, 9’ Sellin 46’ Latifu 53’ | Marcatori | 57’ (rig.) Sistek |

| Arbitro: | Tennøy |

|             |           |                   |
| Tokstad 26’ | Marcatori | 54’ (rig.) Landro |

| Arbitro: | Gya |

|           |           |  |
| Dieng 32’ | Marcatori |  |

| Arbitro: | Ahlsen |

|                        |           |                   |
| Møller 53’ Tokstad 60’ | Marcatori | 90’ Kristoffersen |

| Arbitro: | Eskås |

|                                               |           |                         |
| Stokke 19’ (rig.) Karlsen 53’ Ingebretsen 90’ | Marcatori | 56’ Brandtzæg 58’ Olsen |

| Arbitro: | Hansen |

|                         |           |             |
| Rasch 51’ Brandtzæg 72’ | Marcatori | 65’ Khalili |

| Arbitro: | Hansen |

|                           |           |  |
| Hæstad 22’ Johannesen 48’ | Marcatori |  |

| Arbitro: | Borgersen (Oslo) |

|            |           |  |
| Møller 59’ | Marcatori |  |

| Arbitro: | Sælen (Bergen) |

|              |           |                         |
| Krogstad 90’ | Marcatori | 42’ Olsen 69’ Høibråten |

### Coppa di Norvegia
| Høland 1º maggio 2012, ore 18:00 Primo turno                                           | Høland    | 0 – 7 referto                                        | Strømmen | Høland Stadion |
| \| \| \| \| \| \| Marcatori \| 6’ Møller 22’, 27’, 45’, 63’ Nkee 77’ Adra 82’ Rasch \| |           |                                                      |          |                |
|                                                                                        |           |                                                      |          |                |
|                                                                                        | Marcatori | 6’ Møller 22’, 27’, 45’, 63’ Nkee 77’ Adra 82’ Rasch |          |                |

| Arbitro: | Fremstad |

|                      |           |  |
| Berg 57’ Senstad 88’ | Marcatori |  |

## Statistiche

### Statistiche di squadra
| Competizione      | Punti | In casa | In casa | In casa | In casa | In casa | In casa | In trasferta | In trasferta | In trasferta | In trasferta | In trasferta | In trasferta | Totale | Totale | Totale | Totale | Totale | Totale | DR  |
| Competizione      | Punti | G       | V       | N       | P       | Gf      | Gs      | G            | V            | N            | P            | Gf           | Gs           | G      | V      | N      | P      | Gf     | Gs     | DR  |
| ----------------- | ----- | ------- | ------- | ------- | ------- | ------- | ------- | ------------ | ------------ | ------------ | ------------ | ------------ | ------------ | ------ | ------ | ------ | ------ | ------ | ------ | --- |
| 1. divisjon       | 37    | 15      | 7       | 4       | 4       | 24      | 20      | 15           | 3            | 3            | 9            | 15           | 31           | 30     | 10     | 7      | 13     | 39     | 51     | -12 |
| Coppa di Norvegia | -     | 0       | 0       | 0       | 0       | 0       | 0       | 2            | 1            | 0            | 1            | 7            | 2            | 2      | 1      | 0      | 1      | 7      | 2      | +5  |
| Totale            | -     | 15      | 7       | 4       | 4       | 24      | 20      | 17           | 4            | 3            | 10           | 22           | 33           | 32     | 11     | 7      | 14     | 46     | 53     | -7  |

### Statistiche dei giocatori
| Giocatore        | 1. divisjon | 1. divisjon | 1. divisjon | 1. divisjon | Coppa di Norvegia | Coppa di Norvegia | Coppa di Norvegia | Coppa di Norvegia | Totale   | Totale | Totale      | Totale     |
| Giocatore        | Presenze    | Reti        | Ammonizioni | Espulsioni  | Presenze          | Reti              | Ammonizioni       | Espulsioni        | Presenze | Reti   | Ammonizioni | Espulsioni |
| ---------------- | ----------- | ----------- | ----------- | ----------- | ----------------- | ----------------- | ----------------- | ----------------- | -------- | ------ | ----------- | ---------- |
| W. Adra          | 0           | 0           | 0           | 0           | 1                 | 1                 | 0                 | 0                 | 1        | 1      | 0           | 0          |
| M. Amundsen      | 24          | 0           | 2           | 0           | 2                 | 0                 | 0                 | 0                 | 26       | 0      | 2           | 0          |
| F. Bjørnevik     | 18          | 2           | 0           | 0           | 0                 | 0                 | 0                 | 0                 | 18       | 2      | 0           | 0          |
| K. Brandtzæg     | 14          | 2           | 1           | 0           | 0                 | 0                 | 0                 | 0                 | 14       | 2      | 1           | 0          |
| R. Daly          | 6           | 0           | 1           | 0           | 0                 | 0                 | 0                 | 0                 | 6        | 0      | 1           | 0          |
| A. Davies        | 0           | 0           | 0           | 0           | 2                 | 0                 | 0                 | 0                 | 2        | 0      | 0           | 0          |
| L. Figved        | 22          | 0           | 4           | 0           | 2                 | 0                 | 0                 | 0                 | 24       | 0      | 4           | 0          |
| M. Hamutenya     | 4           | 0           | 0           | 0           | 0                 | 0                 | 0                 | 0                 | 4        | 0      | 0           | 0          |
| J. Hemmingbye    | 0           | 0           | 0           | 0           | 0                 | 0                 | 0                 | 0                 | 0        | 0      | 0           | 0          |
| M. Høibråten     | 9           | 1           | 2           | 0           | 0                 | 0                 | 0                 | 0                 | 9        | 1      | 2           | 0          |
| M. Jørgensen     | 3           | 0           | 0           | 0           | 2                 | 0                 | 0                 | 0                 | 5        | 0      | 0           | 0          |
| D. Kerr          | 27          | 0           | 2           | 0           | 0                 | 0                 | 0                 | 0                 | 27       | 0      | 2           | 0          |
| E. Lund          | 11          | 0           | 1           | 0           | 0                 | 0                 | 0                 | 0                 | 11       | 0      | 1           | 0          |
| S. Møller        | 29          | 6           | 3           | 0           | 2                 | 1                 | 0                 | 0                 | 31       | 7      | 3           | 0          |
| F. Nilsen        | 27          | 0           | 0           | 0           | 2                 | 0                 | 0                 | 0                 | 29       | 0      | 0           | 0          |
| C. Nkee          | 13          | 3           | 2           | 0           | 2                 | 4                 | 0                 | 0                 | 15       | 7      | 2           | 0          |
| T. Nordheim      | 10          | 0           | 0           | 0           | 1                 | 0                 | 0                 | 0                 | 11       | 0      | 0           | 0          |
| E. Olsen         | 25          | 4           | 1           | 0           | 2                 | 0                 | 0                 | 0                 | 27       | 4      | 1           | 0          |
| S. Rasch         | 28          | 2           | 2           | 0           | 2                 | 1                 | 1                 | 0                 | 30       | 3      | 3           | 0          |
| A. Sistek        | 27          | 7           | 0           | 0           | 1                 | 0                 | 0                 | 0                 | 28       | 7      | 0           | 0          |
| S. Strømnes      | 27          | 0           | 6           | 1           | 1                 | 0                 | 0                 | 0                 | 28       | 0      | 6           | 1          |
| K. Tokstad       | 30          | 9           | 2           | 0           | 1                 | 0                 | 0                 | 0                 | 31       | 9      | 2           | 0          |
| E. Torud         | 11          | 0           | 0           | 0           | 2                 | 0                 | 0                 | 0                 | 13       | 0      | 0           | 0          |
| G. van den Burgt | 22          | 3           | 8           | 0           | 1                 | 0                 | 0                 | 0                 | 23       | 3      | 8           | 0          |
| F. Yabré         | 18          | 0           | 2           | 1           | 1                 | 0                 | 0                 | 0                 | 19       | 0      | 2           | 1          |